# Винокур, Григорий Осипович
Григо́рий О́сипович (Ио́сифович) Виноку́р (5 [17] ноября 1896, Варшава — 17 мая 1947, Москва) — советский лингвист и литературовед. Доктор филологических наук, специалист по русской литературе, истории русского языка, стиховедению, теории словообразования.

## Биография
Григорий Иосифович (позже Осипович) Винокур родился в еврейской купеческой семье. Начальное образование получил в Варшаве, научился читать по-русски и по-польски. В 1904 году семья переехала в Москву, где в 1906 году он пошёл в подготовительный класс частного реального училища К. К. Мазинга, однако интерес к гуманитарным наукам перевесил, и в 1909 году Винокур перешёл в классическую гимназию П. Н. Страхова. Выучил греческий, немецкий и французский языки и латынь; позднее самостоятельно выучился английскому языку, знал славянские языки.
В 1915 году окончил гимназию, но в приёме в Московский университет получил отказ из-за процентной нормы для евреев. Год учился на химическом отделении эвакуированного в Москву Рижского политехнического института. В 1916 году поступил в Московский университет на славяно-русское отделение историко-филологического факультета. В 1917 году перевёлся на открывшееся отделение сравнительного языковедения; ученик Д. Н. Ушакова. С 1918 года параллельно начал работать в Наркомпросе (ещё в студенческие годы после скоропостижной смерти отца был вынужден заниматься репетиторством по древним языкам).
Был близок группе «Центрифуга» и околофутуристическому издательству С. М. Вермеля, в одном из сборников которого состоялась его первая публикация о поэме В. Маяковского «Облако в штанах», печатался в журналах Лефа. Со студенческих времен участвовал в работе Московской диалектологической комиссии. В 1920 году прервал обучение, работал переводчиком Бюро печати советских полпредств в Эстонии и Латвии. В 1922 году вернулся в Москву и окончил университет.
Работал переводчиком-редактором в ТАСС. Один из создателей Московского лингвистического кружка, в 1922—1923 года — его председатель. В 1923—1924 годах входил в ЛЕФ, но порвал с группой. Попал под влияние идей Шпета, выпустил в ГАХН свои первые книги. С 1934 года — член Союза писателей СССР.
В 1930-е годы преподавал в Московском городском педагогическом институте, МИФЛИ, с 1942 года профессор МГУ, заведующий кафедрой русского языка филологического факультета. Преподавал ряд лингвистических дисциплин, разработал специальный курс — «Введение в изучение филологических наук», который читал в 1940-е годы, но выпустить книгу не успел (I часть была опубликована в 1981 году). Пользовался популярностью как педагог; подобно своему учителю Д. Н. Ушакову считал, что воспитанный ученик важнее монографии. В 1990-е годы ученики Винокура переиздали почти все его значительные труды.
Параллельно с преподаванием работал в академических институтах: в 1935—1937 годах — старший научный сотрудник ИРЛИ, в 1938—1940 годах — в ИМЛИ, в 1941—1943 годах — в Институте языка и письменности, с 1944 года — в Институте русского языка. В 1943 году защитил докторскую диссертацию.
Похоронен на Введенском кладбище (23 уч.).
Дочь Винокура, Татьяна Григорьевна (1924—1992), также стала именитым филологом и лингвистом, специалистом по стилистике русского языка.

## Научная деятельность
В центре научных интересов Г. О. Винокура находились стилистика русского языка и особенно поэтическая стилистика; занимался творчеством Пушкина (член Пушкинской комиссии с 1933), Хлебникова и др. Участвовал в составлении толкового словаря русского языка под редакцией Д. Н. Ушакова; инициатор работы по созданию «Словаря языка Пушкина».
Среди лингвистических работ — очерк истории русского языка и несколько статей по общелингвистической проблематике, в которых, в частности, отстаивал необходимость исторического подхода к языку («О задачах истории языка», 1941). Наиболее известна его работа по словообразованию («Заметки по русскому словообразованию», 1946) и вызванная ею полемика с А. И. Смирницким по поводу анализа слов с уникальными основами, которые Винокур, в отличие от Смирницкого, предлагал считать непроизводными (т. н. «спор о буженине»).

### Основные работы
Книги
- Культура языка: Очерки лингвистической технологии. — М.: Работник просвещения, 1925. — 216 с.
  - Культура языка. 2-е изд., испр. и доп. — М.: Федерация, 1929. — 336 с.
- Биография и культура. — М.: [ГАХН], 1927. — 86 с.
- Критика поэтического текста. — М.: [ГАХН], 1927. — 134 с.
- Пушкин и Россия. — М.: Гослитиздат, 1942. — 24 с.
- Маяковский — новатор языка. — М.: Советский писатель, 1943. — 133 с.
- Русский язык: исторический очерк. — М.: Гослитиздат, 1945. — 190 с.
- Русское сценическое произношение / Вступ. статья В. Филиппова. — М.: Всерос. театр. о-во, 1948. — 84 с.
- Избранные работы по русскому языку / [Предисл. С. Бархударова]. — М.: Учпедгиз, 1959. — 492 с.
- Филологические исследования: Лингвистика и поэтика / Отв. ред. Г. В. Степанов, В. П. Нерознак; сост. Т. Г. Винокур и М. И. Шапира; вступ. ст. и коммент. М. И. Шапира. — М.: Наука, 1990. — 452 с.
- О языке художественной литературы / Сост. Т. Г. Винокур; предисл. В. П. Григорьева. — М.: Высшая школа, 1991. — 448 с.
- Биография и культура. Русское сценическое произношение / [Авт. вступ. статей Г. М. Цейтлин, С. М. Кузьмина]. — М.: Русские словари, 1997. — 174 с.
- Собрание трудов. М.: Лабиринт; Брандес, 1999—.
  - [Т. 2]: Статьи о Пушкине. — 1999. — 253 с.
  - [Т. 3]: Комментарии к «Борису Годунову» А. С. Пушкина. — 1999. — 414 с.
  - [T. 4]: Введение в изучение филологических наук / Сост. и сопровод. ст. С. И. Гиндина. — 2000. — 189 с.
- История русского литературного языка. — М.: Либроком, 2009. — 253 с.

Статьи
- Эпизод идейной борьбы в западной лингвистике // Вопросы языкознания. 1957, № 2. С. 59—70.
- О возможности всеобщей грамматики // Вопросы языкознания. 1988, № 4. С. 70—90.
- Язык писателя и норма // In Honor of Professor Victor Levin: Russian Philology and History. [W. Moscovich et al., eds.]. Jerusalem, 1992. С. 19—33.